# 2台のピアノのための協奏曲 ホ長調 (メンデルスゾーン)
2台のピアノのための協奏曲 ホ長調 MWV O5は、フェリックス・メンデルスゾーンが1823年に作曲したピアノ協奏曲。

## 概要
この曲の作曲当時メンデルスゾーンは14歳の少年であり、後に作曲される「ヴァイオリン協奏曲」、「ピアノ協奏曲第1番」、「ピアノ協奏曲第2番」とは異なり、初期作品であるこの曲が今日顧みられる機会は少なくなっている。この曲は、彼と同様に優れたピアニストであった姉のファニーとの共演を念頭に置いたものと思われ、2人の独奏者に均等に活躍できるよう注意が払われている。この曲は同時期の「変イ長調協奏曲」と同様に、素材の弱さの割に曲が冗長すぎるという批判を受けるが、作曲当時の作曲者の年齢を考慮すれば構成の甘さは無理からぬことである。
私的な初演は1824年11月24日に作曲者とファニーの独奏で、ベルリンの自宅において行われた。公の初演は1829年7月29日、ロンドンで作曲者とイグナーツ・モシェレスの独奏で行われた。曲は1829年もしくは1833年に改訂されており、出版されたのは1961年になってからであった。

## 演奏時間
約30-32分

## 楽器編成
ピアノ独奏2、フルート2、オーボエ2、クラリネット2、ファゴット2、ホルン2、トランペット2、ティンパニ、弦五部

## 楽曲構成
伝統的な3楽章構成である。
第1楽章 アレグロ・ヴィヴァーチェ ホ長調 4/4拍子
メンデルスゾーンらしい底抜けに明るく、夢見るような音楽。カデンツァはない。
第2楽章 アダージョ・ノン・トロッポ ハ長調 6/8拍子
無言歌を思わせるような楽想が奏でられる。
第3楽章 アレグロ ホ長調 4/4拍子
同時代のヴィルトゥオーゾに流行していた、急速な音楽。